# 王惠鈞
王惠鈞（英語：Andrew H. J. Wang，Wang Hui-jun，1945年11月29日—），台灣生物化学家，中央研究院院士、發展中世界科學院院士，曾任中央研究院副院長、台灣大學生化科學研究所特聘研究講座。 專業為結構生物學、生物物理學、生物化學，並分別於2000年、2005年獲得中央研究院院士與發展中世界科學院院士身分。

## 學歷
- 國立台灣大學化學系學士（1967）
- 國立台灣大學化學系碩士（1970）
- 美國伊利諾大學香檳分校化學系博士（1974）

## 經歷
- 麻省理工學院生物系博士後研究員（1974-1980）
- 麻省理工學院生物系研究員（1980-1982）、首席研究員（1982-1985）、資深研究員（1985-1988）
- 美國伊利諾大學香檳分校細胞及結構生物學系教授（1988-2000）
- 中央研究院分子生物研究所學術諮詢委員（1988-1996）、兼任研究員（1992-2002）、合聘特聘研究員（2002-）
- 編者, European J. Biochem.（1995-2002）
- 編輯委員, Nucleic Acids Research（1998-2002）
- 國立臺灣大學生化科學研究所兼任教授（2000-）
- 中央研究院生物化學研究所特聘研究員兼所長（2000-2006）
- 中華民國生物物理學會理事長（2001-）
- 台灣生物化學及分子生物學會理事長（2001-2004）
- 台灣蛋白質體學會理事長（2003-2006）
- 世界蛋白質體學會理事（HUPO）（2003-）
- 亞太蛋白質體學會理事（AOHUPO）（2003-）
- 國立臺北大學校務發展顧問（2007-）
- 中央研究院副院長（2006－2011，2015-2011）

## 引用
1. ↑  Dr. Andrew H.-J. Wang 的存檔，存档日期2013-09-29.::::中研院生化所 ::::

## 外部連結
- 王惠鈞 - 中央研究院

| 學術機關職務  | 學術機關職務                          | 學術機關職務  |
| ------------- | ------------------------------------- | ------------- |
| 中央研究院    |                                       |               |
| 前任： 賴明詔 | 副院長 2006年10月19日－2011年10月18日 | 繼任： 陳建仁 |
| 前任： 陳建仁 | 副院長 2015年12月1日－2016年9月1日    | 繼任： 劉扶東 |